# Netelia natalensis
Netelia natalensis är en stekelart som först beskrevs av Cameron 1911.  Netelia natalensis ingår i släktet Netelia och familjen brokparasitsteklar. Inga underarter finns listade i Catalogue of Life.